# Alex Yee
Alex Yee, MBE (* 18. Februar 1998 in Lewisham als Alexander Amos Yee) ist ein britischer Triathlet. Er ist amtierender ITU-Weltmeister auf der Triathlon-Kurzdistanz (2024), Junioren-Weltmeister Duathlon (2016), Junioren-Europameister Duathlon (2017), Olympiazweiter, Olympiasieger mit der Staffel im Triathlon (2020) und Olympiasieger Triathlon (2024).

## Werdegang
Im Juni 2016 wurde Alex Yee Junioren-Weltmeister Duathlon und im April 2017 Junioren-Europameister Duathlon.

### 1. und 2. Rang Olympische Sommerspiele 2020
Alex Yee wurde nominiert für einen Startplatz bei den Olympischen Sommerspielen 2020 – zusammen mit Georgia Taylor-Brown, Vicky Holland, Jessica Learmonth und Jonathan Brownlee, wo der 23-Jährige am 26. Juli 2021 in Tokio im Einzel Zweiter wurde.
Am 31. Juli 2021 gewann er als Schlussläufer in der erstmals ausgetragenen Mixed-Staffel zusammen mit Georgia Taylor-Brown, Jonathan Brownlee und Jessica Learmonth die Goldmedaille. Im Dezember des Jahres wurde er dafür mit dem britischen Ritterorden „Order of the British Empire“ ausgezeichnet.
Im Mai 2022 konnte der damals 24-Jährige das erste Rennen der Weltmeisterschaftsrennserie 2022 in Yokohama für sich entscheiden. Im dritten Rennen der Saison im kanadischen Montreal holte er sich im Juni seinen zweiten Sieg und setzte sich damit auf den neunten Rang der Weltmeisterschafts-Jahreswertung.

### Sieger Commonwealth Games 2022
Am 29. Juli beim ersten Triathlon-Rennen der Männer sicherte sich Alex Yee bei seinem „Heimrennen“ im Sutton Park in Birmingham die Goldmedaille bei den Commonwealth Games 2022. Zwei Tage später gewann er auch das Rennen in der gemischten Staffel, zusammen mit Sophie Coldwell, Samuel Dickinson und Georgia Taylor-Brown.

### Olympische Sommerspiele und WM 2024
Im Juli konnte der 26-Jährige das Rennen der Männer bei den Olympischen Sommerspielen in Paris für sich entscheiden. Mit der Staffel gewann er zudem die Bronzemedaille.
Im Oktober wurde er in Spanien mit seinem dritten Rang im fünften und letzten Rennen der Rennserie 2024 ITU-Weltmeister auf der Triathlon-Kurzdistanz (1,5 km Schwimmen, 40 km Radfahren und 10 km Laufen).
Im April 2025 nahm Yee am London Marathon teil. Er belegte im Elitefeld Platz 14 in 2:11:08 Stunden.

## Auszeichnungen
- 2022: Mitglied des Order of the British Empire

## Sportliche Erfolge
| Datum/Jahr    | Rang | Wettbewerb                                            | Austragungsort | Zeit     | Bemerkung                                                                |
| ------------- | ---- | ----------------------------------------------------- | -------------- | -------- | ------------------------------------------------------------------------ |
| 20. Okt. 2024 | 3    | ITU World Championship Series 2024                    | Torremolinos   | 01:43:50 | Grand Final, Weltmeister Kurzdistanz (WTCS)                              |
| 27. Sep. 2024 | 1    | ITU World Championship Series 2024                    | Weihai         | 01:48:21 |                                                                          |
| 5. Aug. 2024  | 3    | Olympische Sommerspiele 2024, Mixed Relay             | Paris          | 00:20:03 | Mixed-Staffel mit Georgia Taylor-Brown, Samuel Dickinson und Beth Potter |
| 31. Juli 2024 | 1    | Olympische Sommerspiele 2024                          | Paris          | 01:43:33 |                                                                          |
| 14. Juni 2024 | 1    | ETU Triathlon European Cup                            | Kitzbühel      | 00:31:55 |                                                                          |
| 25. Mai 2024  | 1    | ITU World Championship Series 2024                    | Cagliari       | 01:39:44 |                                                                          |
| 20. Aug. 2023 | 2    | World Triathlon Mixed Relay Series                    | Paris          | 01:12:19 | im Mixed Relay (Staffel) mit Barclay Izzard, Kate Waugh und Beth Potter  |
| 3. März 2023  | 1    | ITU World Championship Series 2023                    | Abu Dhabi      | 00:52:53 |                                                                          |
| 6. Nov. 2022  | 5    | ITU World Championship Series 2022                    | Bermuda        | 01:50:04 |                                                                          |
| 8. Okt. 2022  | 1    | ITU World Championship Series 2022                    | Cagliari       | 01:40:19 |                                                                          |
| 29. Juli 2022 | 1    | Commonwealth Games 2022                               | Birmingham     | 00:50:34 |                                                                          |
| 25. Juni 2022 | 1    | ITU World Championship Series 2022                    | Montreal       | 00:21:55 |                                                                          |
| 14. Mai 2022  | 1    | ITU World Championship Series 2022                    | Yokohama       | 01:43:30 |                                                                          |
| 21. Aug. 2021 | 11   | ITU World Championship Series 2021                    | Edmonton       | 01:44:53 | Grand Final, Weltmeisterschaft                                           |
| 31. Juli 2021 | 1    | Olympische Sommerspiele 2020 (Staffel Mixed)          | Tokio          | 00:20:28 | Mixed-Staffel                                                            |
| 26. Juli 2021 | 2    | Olympische Sommerspiele 2020                          | Tokio          | 01:45:15 | 11 Sekunden hinter Kristian Blummenfelt                                  |
| 6. Juni 2021  | 1    | ITU World Championship Series 2021                    | Leeds          | 01:43:27 |                                                                          |
| 14. Aug. 2016 | 2    | GBR Sprint Triathlon National Championship Junior Men | Liverpool      |          | Nationaler Junioren-Vize-Meister                                         |

| Datum/Jahr    | Rang | Wettbewerb                                    | Austragungsort | Zeit     | Bemerkung                       |
| ------------- | ---- | --------------------------------------------- | -------------- | -------- | ------------------------------- |
| 29. Apr. 2017 | 1    | ETU Duathlon European Championship Junior Men | Soria          | 00:53:28 | Junioren-Europameister Duathlon |
| 4. Juni 2016  | 1    | ITU Duathlon World Championship Junior Men    | Avilés         | 00:51:40 | Junioren-Weltmeister Duathlon   |

(DNF – Did Not Finish)